# Mallota munda
Mallota munda är en tvåvingeart som beskrevs av Violovitsh 1955. Mallota munda ingår i släktet hålblomflugor, och familjen blomflugor. Inga underarter finns listade i Catalogue of Life.